# 外行星旗艦任務
外行星旗艦任務是NASA和ESA聯合共同發送探測器，研究外太陽系冰衛星的任務。要研究的有兩個任務計畫候選者：木衛二－木星系統任務（Europa Jupiter System Mission，EJSM）和土衛六－土星系統任務（Titan Saturn System Mission，TSSM）。在2009年2月18日，NASA宣布這兩個任務都會執行，但EJSM會先進行。EJSM預期在2020年從地球發射，並在2026年抵達木星系統。前往泰坦的任務會在稍晚的時間推出。
歐羅巴任務的概念已經改變，成為木衛二飛越任務，將由NASA在2022發射，而歐洲將單獨推出木星冰月探測器（Jupiter Icy Moon Explorer，JUICE）。擬議中的泰坦任務目前沒有時程表。

## 外部連結
- OPFM - NASA